# 公私混同 (曲)
「公私混同」(こうしこんどう)は、ゆずの配信限定シングル。2020年8月17日にセーニャ・アンド・カンパニーから配信。

## 概要
前作「そのときには」から約3か月ぶりとなる作品。
ムロツヨシ、永野芽郁らが出演する日本テレビ系ドラマ『親バカ青春白書』の主題歌で、「二人三脚」以来約5年ぶりに北川悠仁と岩沢厚治が共作で歌詞・メロディーを制作。ドラマタイアップ付きの共作曲としては、2008年の「シシカバブー」以来、約12年ぶりとなる。
楽曲は、レトロな雰囲気を感じさせつつリズミカルなシティポップ風のサウンドに、北川の軽快なリリックと岩沢のシニカルな歌詞がミックスされたポップソング。
ジャケットアートワークは、曲名と共作にちなんで北川、岩沢それぞれが執筆した楽曲タイトルのうち、北川の「公私」、岩沢の「混同」の部分を“混同”させたデザインとなっている。
ミュージック・ビデオは製作されていないが、ゆずのYouTube公式チャンネルではジャケットアートワークの世界観をさらに拡張させたリリックムービーからなるOfficial Audioが公開されている

## 収録曲
1. 公私混同
作詞・作曲 : ゆず　編曲：蔦谷好位置[6]